# Labocania
Labocania („ze souvrství La Bocana Roja“) byl rod teropodního dinosaura, patřícího zřejmě do nadčeledi Tyrannosauroidea (jde tedy o vzdáleného příbuzného populárního rodu Tyrannosaurus). Tento ne zcela dobře známý dinosaurus žil asi před 73 miliony let (svrchní křída, věk kampán) na území dnešního severozápadního Mexika (stát Baja California).

## Objev a popis

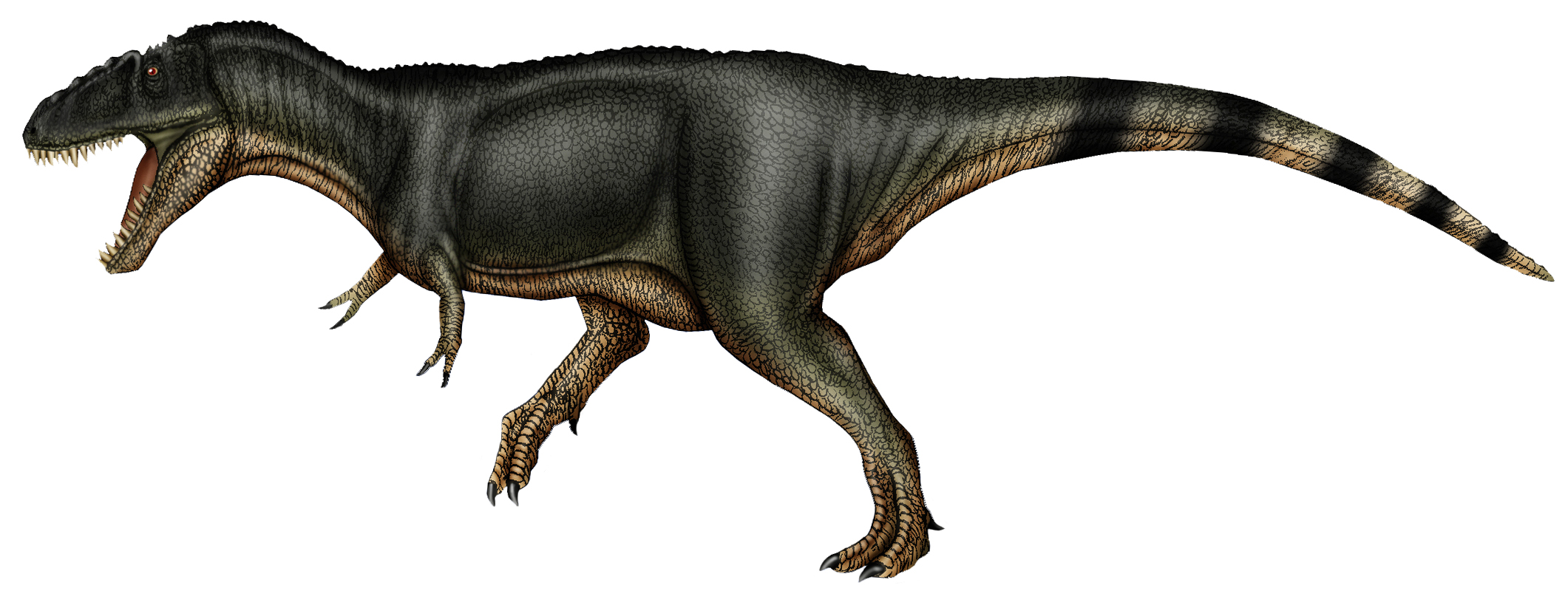
Labocania anomala - hypotetická rekonstrukce vzezření.

Rodové jméno bylo odvozeno z názvu geologického souvrství "La Bocana Roja" (v překladu "červené rty/ústí do moře"). Typový druh L. anomala byl popsán paleontologem Ralphem Molnarem v roce 1974 na základě fosilií, objevených v sedimentech souvrství La Bocana Roja. Materiál sestává z dosti nekompletních fragmentů lebky, obratlů a částí kostí nohy, proto je zařazení a příbuzenství tohoto dravého dinosaura nejisté.

## Charakteristika
Labocania vykazuje jisté podobnosti v utváření pánve (kosti sedací) s tyranosauridy, další znaky jsou však poněkud neprůkazné. Lebeční kosti jsou velmi robustní. Celková délka dinosaura mohla činit asi 6 až 7,5 metru a hmotnost zhruba 1,5 tuny, takže byl středně velkým predátorem. V roce 2004 jej zařadil paleontolog Thomas R. Holtz, Jr. jako možného příslušníka skupiny tyranosauroidů.

## Nový druh
V září roku 2024 popsali paleontologové Nicholas Longrich a Héctor E. Rivera-Sylva ze sedimentů geologického souvrství Cerro del Pueblo v Mexiku (stáří 73 až 72,5 milionu let) pravděpodobný nový druh rodu Labocania, a to L. aguillonae.